# Artur Jorge
Artur Jorge Braga Melo Teixeira (ur. 13 lutego 1946 w Porto, zm. 22 lutego 2024 w Lizbonie) – portugalski piłkarz występujący na pozycji napastnika, i trener piłkarski. Mimo iż zaczynał piłkarską karierę w FC Porto, to największe sukcesy osiągał z Benfiką Lizbona, dla której strzelił ponad siedemdziesiąt bramek. Dwukrotnie – w 1971 i 1972 roku – był królem strzelców ekstraklasy. Ponadto z klubem ze Estádio da Luz czterokrotnie triumfował w lidze i trzykrotnie w rozgrywkach o Puchar kraju. W reprezentacji Portugalii rozegrał 16 meczów. W 1975 roku ukończył studia germanistyczne na uniwersytecie w Coimbrze, ale po przedwczesnym zakończeniu kariery sportowej (z powodu przewlekłej kontuzji) rozpoczął pracę szkoleniową. W drugiej połowie lat 80. był trenerem FC Porto, z którym zdobył pierwszy w historii klubu Puchar Mistrzów oraz cztery mistrzostwa kraju. Dobrą passę kontynuował w Paris Saint-Germain (mistrzostwo i Puchar Francji). Od połowy lat 90. obniżył trenerską skuteczność, a przykładem znacznego spadku formy są nieudane przygody na stanowisku selekcjonera reprezentacji Portugalii i Szwajcarii. Później pracował na trzech różnych kontynentach (Europa, Azja i Afryka), ale nigdzie nie potrafił zbliżyć się do osiągnięć z lat 80.

## Sukcesy piłkarskie
- mistrzostwo Portugalii 1969, 1971, 1972 i 1973, wicemistrzostwo Portugalii 1970, Puchar Portugalii 1969, 1970 i 1972 oraz finał Pucharu Portugalii 1971 z Benfiką Lizbona
- dwukrotny król strzelców ligi portugalskiej (1971 i 1972)

W reprezentacji Portugalii od 1967 do 1977 roku rozegrał 16 meczów i strzelił 1 gola.

## Kariera szkoleniowa
Po czteroletniej przygodzie trenerskiej ze słabszymi klubami ligi portugalskiej, w 1984 roku został trenerem FC Porto. W ciągu kolejnych trzech sezonów zdobył z nim trzykrotnie mistrzostwo Portugalii oraz poprowadził do pierwszego w historii triumfu w Pucharze Mistrzów. Po finale z Bayernem Monachium, w którym Porto z Polakiem Józefem Młynarczykiem w składzie wygrało 2:1, Artur Jorge został nazwany przez prasę „Królem Arturem”.
W 1987 roku przeniósł się do Francji. Po dwóch latach pracy z Racingiem Paryż powrócił do kraju i najpierw tymczasowo objął stery reprezentacji Portugalii, a kilka tygodni później znów podpisał umowę z FC Porto, z którym w jeszcze tym samym sezonie zdobył mistrzostwo kraju.
Na początku lat 90. ponownie wyjechał do Paryża, tym razem do PSG. Z klubem z „Parku Książąt” triumfował w rozgrywkach o Puchar Francji oraz w lidze. Po jednym sezonie (1994–1995, III miejsce w lidze) spędzonym w Benfice Lizbona, na kilka miesięcy przed Euro 1996 przejął od Roya Hodgsona obowiązki trenera drużyny narodowej Szwajcarii. Na turnieju Helweci zaprezentowali się słabo. Artur Jorge podał się do dymisji i od razu – tym razem jako pełnoprawny selekcjoner – rozpoczął pracę z reprezentacją Portugalii.
W latach 90. reprezentacja Portugalii przeżywała duży kryzys. Częste zmiany selekcjonerów, kłótnie i bunty piłkarzy powodowały, że drużyna przegrywała w eliminacjach do kolejnych turniejów. W czasie swojej rocznej kadencji Artur Jorge nie tylko nie zdołał opanować stopniowej degrengolady, ale i mocno ją pogłębił – popadł w konflikty z kilkoma czołowymi piłkarzami i co najważniejsze nie zdołał awansować do Mundialu 1998. Podał się do dymisji pod koniec 1997 roku, kiedy na jednym z treningów został pobity przez piłkarza Ricardo Sá Pinto.
Od tego czasu pracował w klubach w Hiszpanii, Holandii, a nawet Rosji i Arabii Saudyjskiej, ale w żadnym z nich nie potrafił nawiązać do osiągnięć z końca lat 80. i początku 90.
Na początku 2005 roku został selekcjonerem reprezentacji Kamerunu, z którą niespodziewanie przegrał (z Wybrzeżem Kości Słoniowej) kwalifikacje do Mundialu 2006. Po niesatysfakcjonującym występie drużyny w Pucharze Narodów Afryki w marcu 2006 roku podał się do dymisji.
Od kwietnia do września 2006 pracował w saudyjskim An-Nassr. W październiku tego samego roku został trenerem drugoligowego US Creteil.
Zmarł w Lizbonie 22 lutego 2024 roku.

## Sukcesy szkoleniowe
- mistrzostwo Portugalii 1985, 1986, 1987 i 1990 oraz Puchar Ligi Mistrzów 1987 z FC Porto
- mistrzostwo Francji 1994, wicemistrzostwo Francji 1993 oraz Puchar Francji 1993 z Paris Saint-Germain
- mistrzostwo Arabii Saudyjskiej 2002 z Al-Hilal Rijad
- start (faza grupowa) w Euro 1996 z reprezentacją Szwajcarii
- awans do rozgrywek o Puchar Narodów Afryki 2006 i start w tym turnieju (ćwierćfinał) z reprezentacją Kamerunu